# Rodrigo Leonel Gallo
Rodrigo Leonel Gallo (La Plata, 4 de noviembre de 2000) jugador argentino, defensor lateral izquierdo de Deportivo Riestra de la Primera División de Argentina.

## Trayectoria
Nacido y criado en las calles de la localidad de Lisandro Olmos, Rodrigo Gallo tomó sus primeros contactos con la pelota en clubes de la Liga Amateur Platense, más precisamente en Peñarol Infantil y Capital Chica de Los Hornos.
Rodrigo Gallo se terminó de formar en las divisiones inferiores de Gimnasia y Esgrima La Plata y firmó su primer contrato profesional el 16 de marzo de 2021. En febrero de 2022 fue cedido a Ferro Carril Oeste (General Pico) donde disputó 8 partidos en el Torneo Federal A.
Luego de regresar a La Plata debutó con el primer equipo el 14 de junio de 2023 en el partido de Copa Sudamericana perdiendo 2-0 ante Goiás; Más adelante en la temporada también debutó en la primera división argentina, categoría en la que continuó jugando hasta finales del 2024.
Queda en libertad de acción el 31 de diciembre de 2024.
En 2025, acuerda su incorporación a Deportivo Riestra de la Primera División de Argentina.

## Estadísticas
Actualizado al último partido disputado el 15 de diciembre de 2024.
| Ferro Carril Oeste (General Pico) Argentina | 3.ª           | 2022          | 8  | 0 | 0  | 0 | 0 | 0 | 8  | 0 |
| Ferro Carril Oeste (General Pico) Argentina | Total club    | Total club    | 8  | 0 | 0  | 0 | 0 | 0 | 8  | 0 |
| Gimnasia y Esgrima La Plata Argentina | 1.ª           | 2023          | 1  | 0 | 9  | 0 | 1 | 0 | 11 | 0 |
| Gimnasia y Esgrima La Plata Argentina | 1.ª           | 2024          | 9  | 0 | 3  | 0 | 0 | 0 | 12 | 0 |
| Gimnasia y Esgrima La Plata Argentina | Total club    | Total club    | 10 | 0 | 12 | 0 | 1 | 0 | 23 | 0 |
| Deportivo Riestra Argentina | 1.ª           | 2025          | 0  | 0 | 0  | 0 | 0 | 0 | 0  | 0 |
| Deportivo Riestra Argentina | Total club    | Total club    | 0  | 0 | 0  | 0 | 0 | 0 | 0  | 0 |
| Total carrera | Total carrera | Total carrera | 18 | 0 | 12 | 0 | 1 | 0 | 31 | 0 |
| (1) La copa nacional se refiere a la Copa Argentina y Copa de la Liga Profesional. (2) La copa internacional se refiere a la Copa Sudamericana y Copa Libertadores. |               |               |    |   |    |   |   |   |    |   |